# Kanton Colombes-1
Der Kanton Colombes-1 ist seit 2015 ein französischer Kanton im Arrondissement Nanterre, im Département Hauts-de-Seine und in der Region Île-de-France. Sein Hauptort ist die Stadt Colombes. 

## Gemeinde
Zum Kanton besteht aus dem nördlichen Teil der Gemeinde Colombes. 